# Renzo De Vecchi
Renzo De Vecchi (3 de febrer de 1894 - 14 de maig de 1967) fou un futbolista italià de la dècada de 1910.
Fou 43 cops internacional amb la selecció italiana amb la qual participà en els Jocs Olímpics d'Estiu de 1912, Jocs Olímpics d'Estiu de 1920 i Jocs Olímpics d'Estiu de 1924.
Pel que fa a clubs, defensà els colors d'AC Milan i Genoa CFC.

## Palmarès
Genoa CFC
- Lliga italiana de futbol: 1914-15, 1922-23, 1923-24

Genoa CFC (entrenador)
- Serie B: 1934-35